# Quai Jacques-Anquetil
Pour les articles homonymes, voir Jacques Anquetil et Anquetil.
Le quai Jacques-Anquetil est une voie publique de la commune de Rouen.

## Situation et accès
Le quai Jacques-Anquetil est situé à Rouen. Il s'agit d'un aménagement viaire constitué d'un quai bas et d'un quai haut. Le quai bas assure la desserte de la partie industrielle de la voie bordée par la Seine. Le quai haut supporte un boulevard urbain (route départementale 18E) borné au nord par le carrefour du pont Pierre-Corneille et au sud par l'échangeur des ponts de l'Europe et Mathilde.
Une trémie ferroviaire a été créée lors de la Reconstruction de Rouen, opération comprenant une surélévation des quais dans l'optique d'un grand port maritime de Paris. En 2020, des défauts structurels sur la tranchée couverte sont apparus, qui ont mené, dès 2018, à l'interdiction totale de la circulation routière sur le quai haut.

## Origine du nom
Inauguré en 1997, il porte le nom du coureur cycliste Jacques Anquetil (1934-1987) et il constitue un détachement du quai d'Elbeuf.

## Historique
Avant 1944 (destruction de la gare de Rouen Rive-Gauche), il constituait le quai d'Elbeuf.
L'arrivée du prologue du Tour de France 1997 a lieu sur ce quai.
Devant la fragilité de la trémie ferroviaire, et dans la continuité de la reconquête des bords de Seine, le quai Jacques-Anquetil est l'objet d'une campagne de travaux qui ont débuté en janvier 2022, à l'issue d'une procédure d'enquête publique et d'étude d'impact sur l'environnement.

## Notes et références

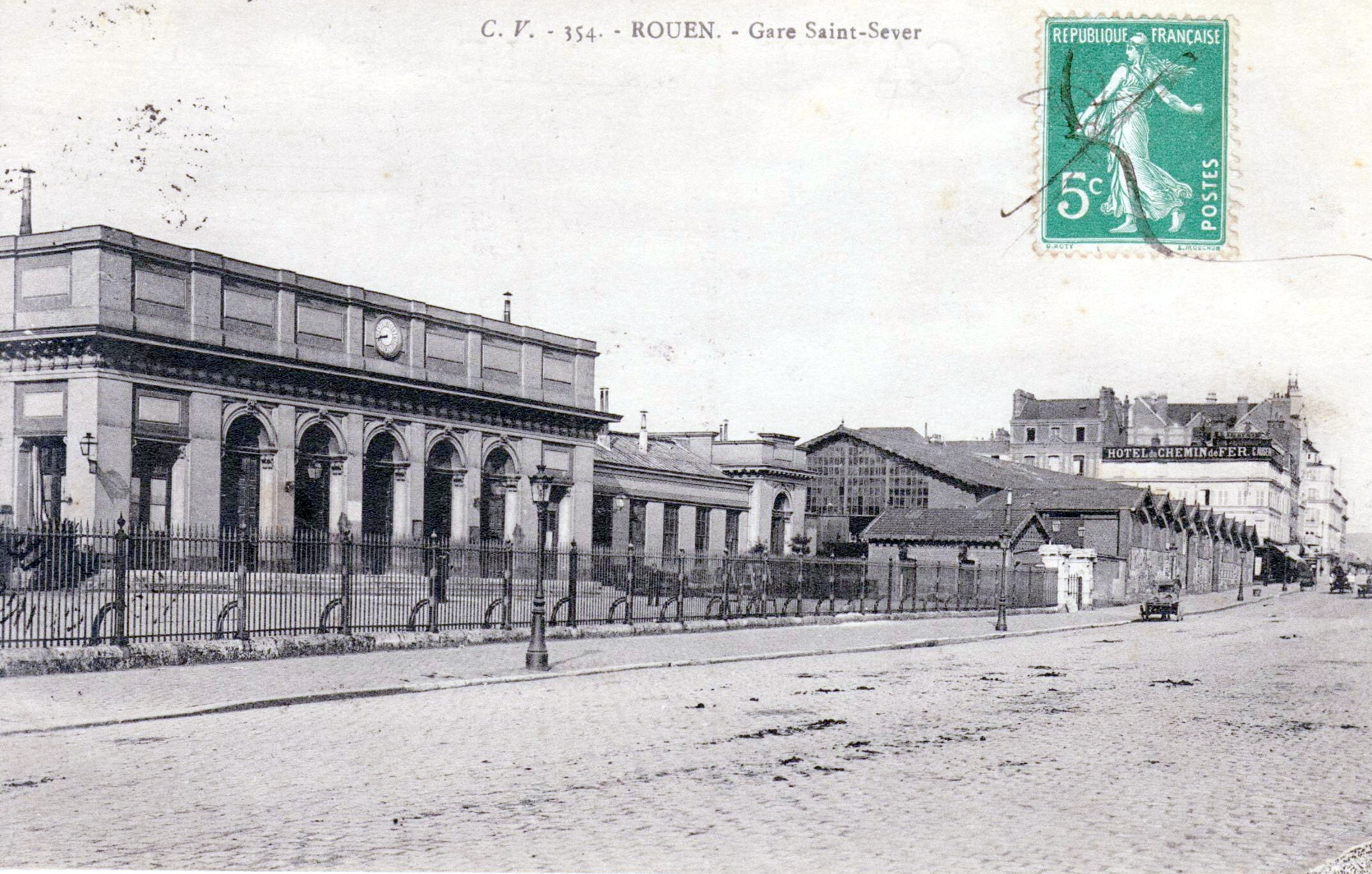
L'ancien quai d'Elbeuf.